# پروانه‌های هم‌محور
پروانه‌های هم‌محور (به انگلیسی: Coaxial rotors) به یک زوج پروانه می‌گویند که بالای هواگرد به صورت هم محور نصب می‌شوند. امروزه بیشترین کاربرد این هواگردها دفترطراحی کاموف روسیه است و بسیاری از محصولات این شرکت به این شکل طراحی می‌شوند. 

## تاریخچه

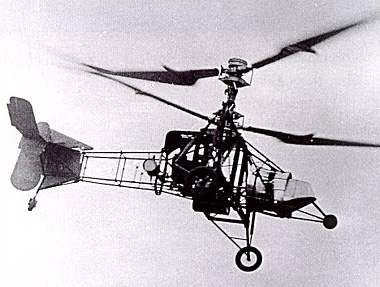
Gyroplane-Laboratoire

ایده پروانه‌های هم‌محور از میخاییل لومونسف سرچشمه می گیرد. او یک مدل بالگرد کوچک با روتورهای کواکسیال را در ژوئیه ۱۷۵۴ توسعه داده بود و آن را به آکادمی علوم روسیه نشان داد.
در سال ۱۸۵۹، اداره ثبت اختراع بریتانیا اولین حق اختراع بالگرد را به هنری برایت برای طراحی پروانه‌های هم‌محور خود اعطا کرد. از این نقطه، بالگردهای پروانه‌ هم‌محور به ماشین‌هایی کاملاً عملیاتی تبدیل شدند که امروزه آنها را می‌شناسیم.
دو بالگرد پیشگام، "D'AT3" ساخت Corradino D'Ascanio در سال ۱۹۳۰، و به طور کلی موفق‌تر فرانسوی اواسط دهه ۱۹۳۰ Gyroplane Laboratoire، هر دو از سیستم پروانه‌های هم‌محور برای پرواز استفاده می‌کردند.